# Quercus heterophylla
Quercus heterophylla är en bokväxtart som beskrevs av François André Michaux. Quercus heterophylla ingår i släktet ekar, och familjen bokväxter. Inga underarter finns listade.